# Matkajärvi (sjö i Kemijärvi, Lappland, Finland)
Matkajärvi eller Malkajärvi är en sjö i Finland. Den ligger i kommunen Kemijärvi i landskapet Lappland, i den norra delen av landet, 700 km norr om huvudstaden Helsingfors. Malkajärvi ligger 189,8 meter över havet. Arean är 41 hektar och strandlinjen är 4,06 kilometer lång. Sjön  ingår i Kemi älvs huvudavrinningsområde. 